# Babett Peter
Babett Peter (Oschatz, 12 de maio de 1988) é uma futebolista alemã. Foi medalhista olímpica pela seleção de seu país.

## Carreira
Peter fez parte do elenco da Seleção Alemã de Futebol Feminino, nas Olimpíadas de 2016.